# Älmestad
Älmestad is een plaats in de gemeente Ulricehamn in het landschap Västergötland en de provincie Västra Götalands län in Zweden. De plaats heeft 184 inwoners (2005) en een oppervlakte van 42 hectare.